# مساوي
مساوي وهي جزيرة تقع في النيل الرئيسي وهي جزيرة من الجزر النيلية في شمال السودان في منطقة الشايقية المعروفة بالسودان الشمالي.
ويرتبط ميلاد السيد علي الميرغني بهذه الجزيرة حيث كان والده يقوم بإنشاء دور لتعليم وحفظ القرآن الكريم أي ما يعرف في السودان باسم الخلاوي وقد كان والده السيد الحسن الميرغني له دور من قبل في تلك المناطق فهو يقوم بالأشراف عليها وتوسيعها بإقامة المزيد من الخلاوي.

## الموقع
تقع مساوي القديمة بين مجريين للنيل يسميان ببحر الشرقية وبحر الغربية في الجزء الجنوبي من الولاية الشمالية عند انحناءة النيل بين مروي والدبة وهي جزيرة رسوبية تتوسط النيل وهي ليست كالجزر التي يتم تكوينها بفعل ترسب الطمي ثم تزول بتأثير جرف المياه ثم تتكون مرة أخرى ويقال أن بدايتها الشمالية كانت بها جبال صخرية تسمى حجر ود ساحون وهذا قد يشير إلى تكوين الجزيرة غير الرسوبي كما يقولون أي أن النيل أخذ مجريين من عند هذه الصخرة عموما هي ترقد قبالة الحليلي بالضفة الشرقية وبداية قوز قرافي وقوز هندي من الناحية الغربية فهذا التحديد قديما عند بداية التكوين أما الآن تمتد من قبالة منطقة المقل حتى منطقة السكينجاب شرقا وتمتد مرورا بمنطقة الكنيسة ومنطقة مساوي الجديدة (اركويت ـ نقزو) ومنطقة اوسلي وبالتحيد منطقة القريداب في اوسلي أي تقريبًا حتى علي الحداد غربًا.

## التسمية
تضاربت الأقوال حول التسمية المؤرخ محجوب كرار والبروفسيور محمد عمر بشير يقولان أن الاسم مروي الاصل اما النسابة الشيخ عثمان ود سعيد الفحل يقول أن الاسم هواسم لاحد الملوك الذي حكموا المنطقة ورواية تقول أن ملكا اسمه ساوي كان يجبي ضريبة من السكان مقدارها (مد) من الغلال وبمرور الزمن أصبح الناس يتحدثون عن هذا الخراج فأصبح مد – ساوي والبعض يقول نسبة لتساوي سطح الجزيرة عند التكوين فأصبحت متساوي وبمرور الزمن مساوي.

## التركيبة السكانية
أهل مساوي ينحدرون من اصل الشايقية أغلبهم من الصلحاب والحنكاب (الحماداب الحليباب الخضراب الحسيناب) والنافعاب والشريشاب حيث لا ننسى أن السكان الأصليين كانو من النوبيين.

## المساحة
قد تزيد وتنقص تبعا لحركة النيل والهدام فطولها يزيد عن الخمسة كيلو مترات وعرضها كيلو متران هذا بدون إضافة الجروف والجزر الرسوبية التي تتكون في منتصف النيل الشرقي أو الغربي المحيطان بالجزيرة وتبدأ بساقية الاسباع في الكونج دار النوبة وتنتهي بسواقي القصادات (القدوراب والبخيتاب) وود الحاج وود زمراوي في الساب. 

## الإدارة
تتبع مساوي لمنطقة ريفي مروي وبها رئاسة العمودية للمنطقة من مساوي إلى الباسا وكانت العمودية في اسرة الحليباب العمدة ادريس ود حليب وابنه الحسن وتحت نظارة الناظر عبد الله إدريس وتغطي هذه النظارة من عمودية نعمان ود قمر في دار المناصير وودكنيش في نوري وسمعريت في تنقاسي وود بشيراغا في القرير وادريس ودحليب في مساوي وحسن حسين في أوسلي والجميلاب في امبكول ومن بعدهم احمد عمر كمبال كورتي وإبراهيم أبوشوك في قنتي وسعيد ميرغني تنقسي وددسورج في الأراك وخشم الموس في الزومة.